# 164,7 mm/50 Model 1902
164,7 mm/50 Model 1902 — 164,7-миллиметровое корабельное артиллерийское орудие, разработанное и производившееся во Франции. Состояло на вооружении ВМС Франции. Предназначалось для броненосцев типа «Републик», а также броненосных крейсеров «Жюль Мишле» и «Эрнест Ренан». Однако разработка орудий затянулась и на корабли установили пушки старые пушки Model 1893-96M. Орудие стало последний артсистемой такого калибра в ВМС Франции.